# Landreform in Iran

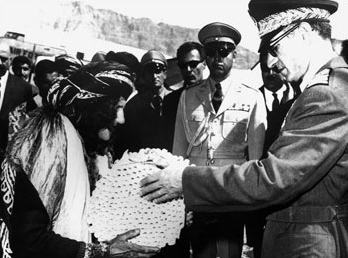
Der Schah verteilt Landtitel im Rahmen der Weißen Revolution

Mit der Landreform in Iran wurde das bestehende Feudalsystem abgeschafft und das Ackerland von Großgrundbesitzern an Bauern verteilt. Die Landreform war eines der zentralen Anliegen der Weißen Revolution von 1963, dem Reformprogramm von Schah Mohammad Reza Pahlavi.

## Geschichte der Landreform in Iran
Eine Reform, die die wirtschaftliche Situation der iranischen Bevölkerung verbessern sollte, musste auf dem Agrarsektor begonnen werden. Als besondere Aufgabe galt die Durchführung einer Landreform, mit der die Eigentumsverhältnisse des agrarischen Grundbesitzes grundlegend verändert werden sollten. Der erste Schritt der Landreform, eine Umverteilung des Landes von Großgrundbesitzern an kleinere Landarbeiter, wurde im eigentlichen Sinne schon Anfang der 50er Jahre begonnen. Der Schah vergab mehr als 500.000 Hektar Land an etwa 30.000 besitzlose Familien. Vor der Landreform befanden sich 70 % des anbaufähigen Bodens im Besitz einer kleinen Schicht von Großgrundbesitzern oder religiösen Stiftungen. Es gab noch kein amtliches Grundbuch. Vielmehr war der Landbesitz über Besitzurkunden verbrieft, wobei in der Urkunde nicht eine bestimmte, vermessene Landfläche, sondern ein bestimmtes Dorf und das zu dem Dorf gehörende Land verbrieft war. 50 % der landwirtschaftlich nutzbaren Fläche Irans war vor der Bodenreform in der Hand von Großgrundbesitzern, 20 % gehörte karitativen oder religiösen Stiftungen, 10 % waren staatliches Eigentum oder Eigentum der Krone und nur 20 % gehörten freien Bauern. Vor Beginn der Landreform hatte man 18.000 Dörfer erfasst, deren Land unter den in dem Dorf wohnenden Bauern aufgeteilt werden sollte.
Schah Mohammad Reza Pahlavi hatte schon seit vielen Jahren von der Notwendigkeit einer Landreform gesprochen, aber der Widerstand der Geistlichkeit hatte ihn immer wieder dazu veranlasst, die Reform aufzuschieben. Zum Ende der Regierungszeit von Premierminister Manutschehr Eghbal war vom damaligen Landwirtschaftsminister Dschamschid Amusegar dem Parlament ein Gesetz zur Landreform vorgelegt worden, das aber von den Vertretern der Großgrundbesitzer im Parlament so verwässert worden war, dass es trotz des am 6. Juni 1960 verabschiedeten ersten Gesetzes zur Landreform zu keiner grundlegenden Neuverteilung des Landbesitzes in Iran kam. Am 11. November 1961 beauftragte der Schah Premierminister Ali Amini Vorschläge zur Umsetzung des geplanten Reformprogramms auszuarbeiten. Am 14. November 1961 erklärte Amini, dass der Schah ihn mit Sondervollmachten zur Umsetzung des Reformprogramms ausgestattet hätte. Die Abgeordneten der Nationalen Front übten massive Kritik an Amini, so dass Amini am Ende die Anführer der Reformkritiker verhaften ließ. Im Januar 1962 wies er seinen Landwirtschaftsminister Hassan Arsanjani an, das Gesetz zur Landreform aus dem Jahr 1960 zu überarbeiten. Den Großgrundbesitzern war von nun an nur noch das Eigentum an einem einzigen Dorf gestattet. Den Rest ihres Landbesitzes mussten sie an den Staat verkaufen, der es wiederum zu einem erheblich niedrigeren Preis an die landlosen Bauern abgeben sollte. Ferner räumte der Staat den Bauern günstige Kredite ein, wenn sie sich zu landwirtschaftlichen Kooperativen zusammenschlossen. Aufgrund der anhaltenden Protestaktionen gegen das Reformprogramm und wegen eines wachsenden Haushaltsdefizits trat Premierminister Amini am 18. Juli 1962 zurück. Amini wollte das Haushaltsdefizit durch eine Kürzung der Rüstungsausgaben erreichen, was allerdings politisch nicht durchzusetzen war.
Mit der „Weißen Revolution“ wollte Mohammad Reza Schah die wirtschaftliche und soziale Reform Irans in einem koordinierten Reformvorhaben vorantreiben. Das Kabinett von Premierminister Asadollah Alam wurde nach dem Rücktritt Aminis beauftragt, die Reformen in entsprechende Gesetze zu fassen. Im Januar 1963 wurde eine von Landwirtschaftsminister Arsanjani entworfene Ergänzung des Gesetzes zur Landreform verabschiedet, das dem noch aus der Kadscharenzeit bestehenden Feudalsystem Irans das endgültige Aus bereiten sollte. Die Kritiker der Landreform aus den Reihen der Großgrundbesitzer beschuldigten Arsanjani, dass das Reformgesetz gegen die Verfassung, die Gesetze des Islam und die bestehenden Gesetze des Landes verstoßen würden. Es wurde deutlich, dass sich das Programm der Weißen Revolution und vor allem die Landreform gegen den Widerstand der Großgrundbesitzer und der Geistlichkeit nur wurde durchsetzen lassen, wenn es von der breiten Mehrheit der Bevölkerung Irans getragen werden würde. Aus diesem Grund plante der Schah ein Referendum, in dem die iranischen Bürger darüber abstimmen sollte, ob sie die Reformvorhaben befürworten oder ablehnen würden. Obwohl Chomeini das Referendum als ein gegen Gott gerichtetes Vorhaben brandmarkte und alle Gläubigen aufrief, nicht an der Abstimmung teilzunehmen, sprachen sich 5.598.711 Iraner dafür und nur 4.115 dagegen aus. Großajatollah Hossein Borudscherdi hatte sich ebenfalls gegen das Reformprogramm ausgesprochen, doch durch seinen Tod im März 1961 wurde die gegen die Weiße Revolution gerichtete Fatwa ungültig.
Mohammad Reza Schah hatte vor der Volksabstimmung erklärt:

„Wenn ich mich entschlossen habe, über diese Reformen eine Volksabstimmung herbeizuführen, dann deshalb, weil ich verhindern will, dass unsere Bauern jemals wieder Leibeigene werden, dass die Bodenschätze unseres Landes dem Gewinnstreben einiger weniger zugutekommen, und dass die Bedeutung dieser revolutionären Veränderungen nicht mehr auf Betreiben einer Minderheit beeinträchtigt oder zerstört werden kann.“